# Amphoe Pho Thong

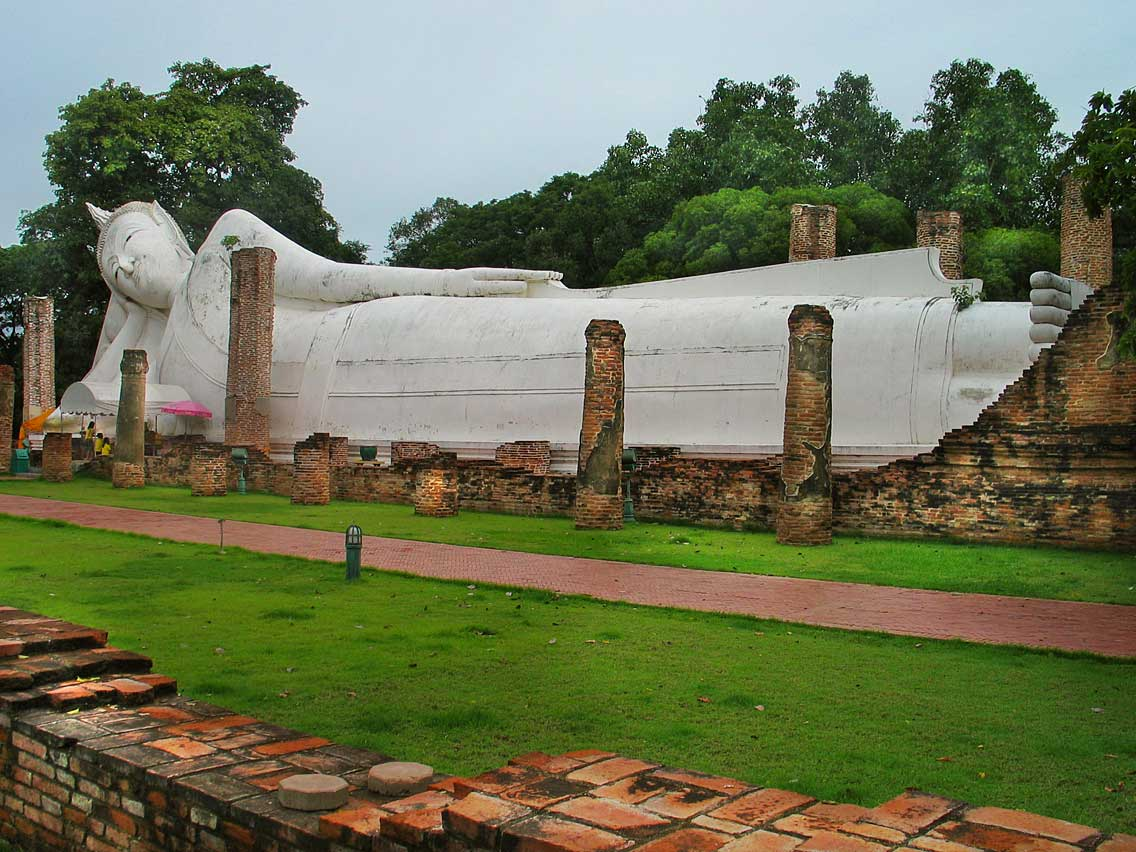
Der liegende Buddha des Wat Khun Inthapramun

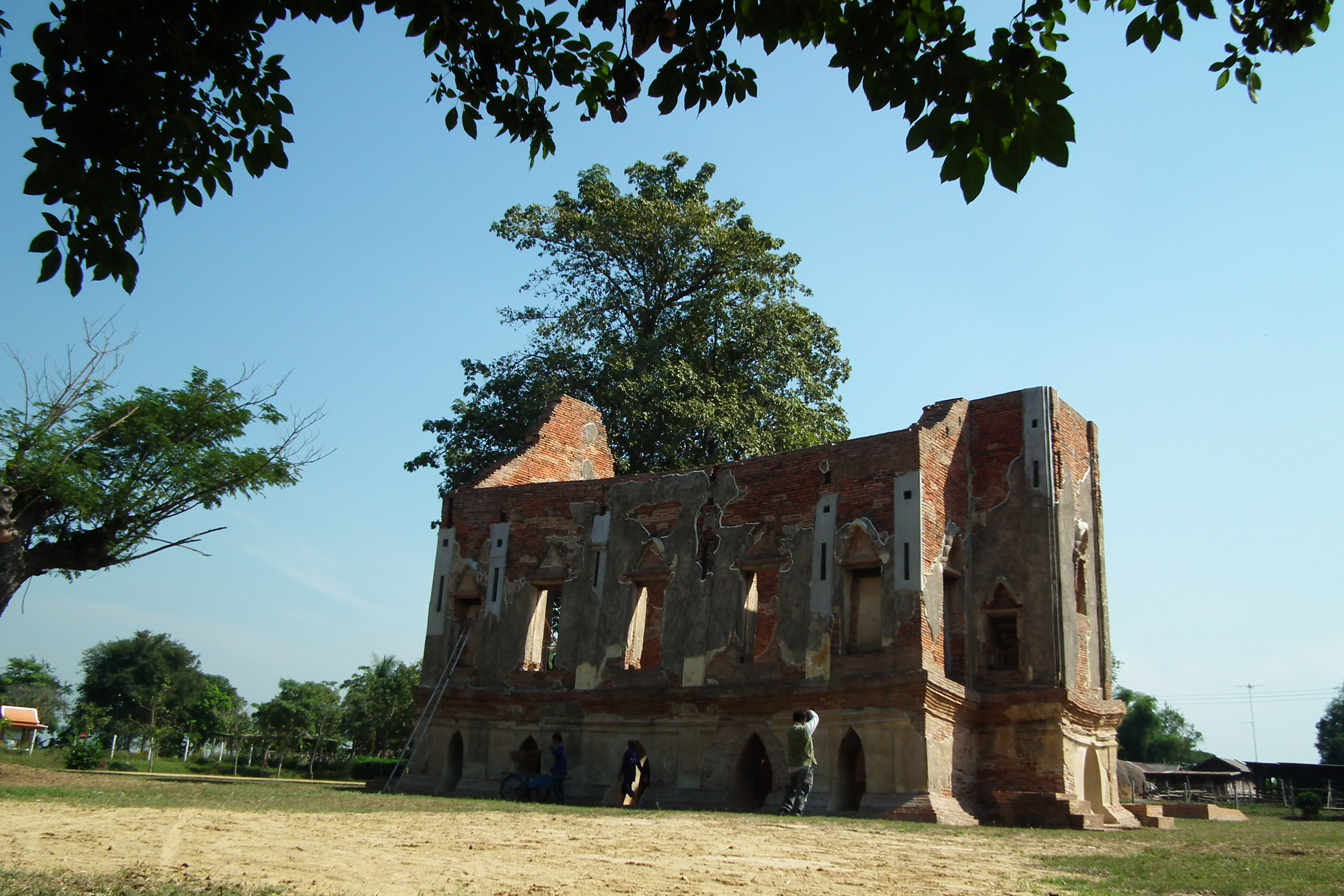
Palasthalle Phra Tamnak Kham Yat

Amphoe Pho Thong (Thai อำเภอ โพธิ์ทอง) ist ein Landkreis (Amphoe – Verwaltungs-Distrikt) der Provinz Ang Thong. Die Provinz Ang Thong liegt in der Mitte der Zentralregion von Thailand.

## Geographie
Benachbarte Distrikte (von Norden im Uhrzeigersinn): Amphoe Sawaeng Ha in der Provinz Ang Thong, Amphoe Tha Chang und Amphoe Phrom Buri der Provinz Sing Buri, die Amphoe Chaiyo, Mueang Ang Thong, Wiset Chai Chan und Samko in der Provinz Ang Thong und schließlich Amphoe Si Prachan der Provinz Suphan Buri.

## Wirtschaft
Das Hauptprodukt des Amphoe Pho Thong besteht aus Korbflechtarbeiten, die sogar wegen ihres Detailreichtums und ihrer Haltbarkeit eine gewisse Berühmtheit erlangt haben. Ein kleines Dorf, Ban Bang Chao Cha, welches sich auf die Herstellung von Flechtkörben aus Bambus spezialisiert hat, wurde bei einem Besuch von Prinzessin Maha Chakri Sirindhorn mit wohlwollender Anerkennung bedacht. Hier wurde das sog. Dok Phikun Design zuerst entwickelt. Die Vermarktung der Produkte wird von der OTOP-Organisation (One Tambon One Product) international unterstützt.

## Geschichte
Der Distrikt wurde 1890 eingerichtet, zu jener Zeit wurde er Huai Ling Tok genannt. Später wurde der Name in Pho Thong umgeändert.

## Sehenswürdigkeiten
- Wat Khun Inthapramun – Der weitläufige buddhistische Tempel (Wat), welcher noch aus der Sukhothai-Zeit datiert, liegt etwas abseits der großen Straßen im Südosten des Landkreises. In diesem Tempel ist die größte liegende Buddha-Statue Thailands zu sehen. Die schneeweiße, 50 m lange Statue liegt heute im Freien, vom ehemaligen Wihan ist nur noch der Grundriss zu sehen.
- Phra Tamnak Kham Yat (พระตำหนักคำหยาด) – Ruine der Residenz von König Uthumphon

## Verwaltung

### Provinzverwaltung
Der Landkreis Pho Thong ist in 15 Tambon („Unterbezirke“ oder „Gemeinden“) eingeteilt, die sich weiter in 109 Muban („Dörfer“) unterteilen.
| Nr.  | Name          | Thai     | Muban | Einw. |
| ---- | ------------- | -------- | ----- | ----- |
| 01.  | Ang Kaeo      | อ่างแก้ว   | 07    | 4.612 |
| 02.  | Inthapramun   | อินทประมูล | 07    | 3.629 |
| 03.  | Bang Phlap    | บางพลับ   | 06    | 3.730 |
| 04.  | Nong Mae Kai  | หนองแม่ไก่ | 07    | 2.986 |
| 05.  | Ram Masak     | รำมะสัก   | 12    | 8.345 |
| 06.  | Bang Rakam    | บางระกำ  | 07    | 2.426 |
| 07.  | Pho Rang Nok  | โพธิ์รังนก  | 03    | 1.679 |
| 08.  | Ongkharak     | องครักษ์   | 08    | 5.077 |
| 09.  | Khok Phutsa   | โคกพุทรา  | 06    | 2.709 |
| 010. | Yang Chai     | ยางช้าย   | 11    | 6.034 |
| 011. | Bo Rae        | บ่อแร่     | 04    | 1.667 |
| 012. | Thang Phra    | ทางพระ   | 08    | 2.709 |
| 013. | Sam Ngam      | สามง่าม   | 06    | 1.921 |
| 014. | Bang Chao Cha | บางเจ้าฉ่า | 08    | 3.347 |
| 015. | Kham Yat      | คำหยาด   | 09    | 3.288 |

### Lokalverwaltung
Es gibt fünf Kommunen mit „Kleinstadt“-Status (Thesaban Tambon) im Landkreis:
- Muang Khan (Thai: เทศบาลตำบลม่วงคัน) bestehend aus Teilen des Tambon Ram Masak.
- Khok Phutsa (Thai: เทศบาลตำบลโคกพุทรา) bestehend aus dem kompletten Tambon Khok Phutsa.
- Thang Phra (Thai: เทศบาลตำบลทางพระ) bestehend aus dem kompletten Tambon Thang Phra.
- Pho Thong (Thai: เทศบาลตำบลโพธิ์ทอง) bestehend aus den Teilen der Tambon Ang Kaeo, Inthapramun, Bang Phlap.
- Ram Masak (Thai: เทศบาลตำบลรำมะสัก) bestehend aus Teilen des Tambon Ram Masak.

Außerdem gibt es neun „Tambon-Verwaltungsorganisationen“ (องค์การบริหารส่วนตำบล – Tambon Administrative Organizations, TAO)
- Ang Kaeo (Thai: องค์การบริหารส่วนตำบลอ่างแก้ว) bestehend aus den kompletten Tambon Bo Rae, Sam Ngam und Teilen des Tambon Ang Kaeo.
- Inthapramun (Thai: องค์การบริหารส่วนตำบลอินทประมูล) bestehend aus Teilen des Tambon Inthapramun.
- Bang Phlap (Thai: องค์การบริหารส่วนตำบลบางพลับ) bestehend aus dem kompletten Tambon Pho Rang Nok und Teilen des Tambon Bang Phlap.
- Nong Mae Kai (Thai: องค์การบริหารส่วนตำบลหนองแม่ไก่) bestehend aus dem kompletten Tambon Nong Mae Kai.
- Bang Rakam (Thai: องค์การบริหารส่วนตำบลบางระกำ) bestehend aus dem kompletten Tambon Bang Rakam.
- Ongkharak (Thai: องค์การบริหารส่วนตำบลองครักษ์) bestehend aus dem kompletten Tambon Ongkharak.
- Yang Chai (Thai: องค์การบริหารส่วนตำบลยางช้าย) bestehend aus dem kompletten Tambon Yang Chai.
- Bang Chao Cha (Thai: องค์การบริหารส่วนตำบลบางเจ้าฉ่า) bestehend aus dem kompletten Tambon Bang Chao Cha.
- Kham Yat (Thai: องค์การบริหารส่วนตำบลคำหยาด) bestehend aus dem kompletten Tambon Kham Yat.